# El miércoles, mercado
El miércoles, mercado es una serie de historietas creada en 1984 por el colectivo Quatricomía 4, compuesto por T.P. Bigart, Paco Mir, Josep Maria Sirvent y Tha.

## Trayectoria editorial
Además de su publicación seriada, El miércoles, mercado se recopiló de forma monográfica en los siguientes álbumes:
- 1985 El miércoles, mercado (Quatricomía 4: Sinapsis);
- 1988 El miércoles, mercado, II (El Jueves: Pendones del Humor, núm. 30);
- 1994 El miércoles, mercado (El Jueves: Mini Pendones del Humor, núm. 6).[2]